# Amarant (kolor)
Amarant – odcień ciemnej czerwieni przechodzącej w fiolet. W XIX wieku amarant pojawił się na wyłogach polskich mundurów wojskowych, a także sztandarach. Synonim ułańskiego munduru w pieśni żołnierskiej. Amarantowa wstążka była najwyższym odznaczeniem I Korpusu Polskiego w Rosji.